# Rhopalophora baracoana
Rhopalophora baracoana är en skalbaggsart som beskrevs av Fernando de Zayas 1975. Rhopalophora baracoana ingår i släktet Rhopalophora och familjen långhorningar.
Artens utbredningsområde är Kuba. Inga underarter finns listade i Catalogue of Life.